# Over the Hills and Far Away (альбом)
Over the Hills and Far Away (с англ. — «За горами, далеко») — мини-альбом финской симфоник-метал-группы Nightwish, вышедший в 2001 году на лейблах Spinefarm Records и Drakkar.

## Список композиций

### Издание Spinefarm
|    | Песня                                                               | Автор             | Длина |
| -- | ------------------------------------------------------------------- | ----------------- | ----- |
| 1. | «Over the Hills and Far Away» (Gary Moore Cover) (feat. Тони Какко) | Гэри Мур          | 5:00  |
| 2. | «10th Man Down» (feat. Тапио Вильска)                               | Туомас Холопайнен | 5:24  |
| 3. | «Away»                                                              | Туомас Холопайнен | 4:33  |
| 4. | «Astral Romance» (re-recorded) (feat. Тони Какко)                   | Туомас Холопайнен | 5:22  |

### Европейское издание Spinefarm
Продавалось в Европе, за пределами Финляндии.
|     | Песня                                                               | Автор                                   | Длина |
| --- | ------------------------------------------------------------------- | --------------------------------------- | ----- |
| 1.  | «Over the Hills and Far Away» (Gary Moore Cover) (feat. Тони Какко) | Гэри Мур                                | 5:03  |
| 2.  | «10th Man Down» (feat. Тапио Вильска)                               | Туомас Холопайнен                       | 5:24  |
| 3.  | «Away»                                                              | Туомас Холопайнен                       | 4:33  |
| 4.  | «Astral Romance» (re-recorded) (feat. Тони Какко)                   | Туомас Холопайнен                       | 5:22  |
| 5.  | «The Kinslayer» (Live)                                              | Туомас Холопайнен                       | 4:12  |
| 6.  | «She is My Sin» (Live)                                              | Туомас Холопайнен                       | 4:45  |
| 7.  | «Sacrament of Wilderness» (Live)                                    | Туомас Холопайнен                       | 5:01  |
| 8.  | «Walking in the Air» (Live)                                         | Ховард Блейк, arr. by Туомас Холопайнен | 5:08  |
| 9.  | «Wishmaster» (Live)                                                 | Туомас Холопайнен                       | 4:44  |
| 10. | «Deep Silent Complete» (Live)                                       | Туомас Холопайнен                       | 4:38  |

### Издание Drakkar
Это издание, выпущенное Drakkar Records, содержит дополнительные песни (треки с 5 по 10), записанные на концерте в Тампере (Финляндия) 29 декабря 2000 года. Эти песни также можно найти на официальном DVD From Wishes to Eternity.
|     | Песня                                                               | Автор                                   | Длина |
| --- | ------------------------------------------------------------------- | --------------------------------------- | ----- |
| 1.  | «Over the Hills and Far Away» (Gary Moore Cover) (feat. Тони Какко) | Гэри Мур                                | 5:03  |
| 2.  | «10th Man Down» (feat. Тапио Вильска)                               | Туомас Холопайнен                       | 5:20  |
| 3.  | «Away»                                                              | Туомас Холопайнен                       | 4:29  |
| 4.  | «Astral Romance» (re-recorded) (feat. Тони Какко)                   | Туомас Холопайнен                       | 5:18  |
| 5.  | «The Kinslayer» (Live)                                              | Туомас Холопайнен                       | 4:12  |
| 6.  | «She is My Sin» (Live)                                              | Туомас Холопайнен                       | 4:45  |
| 7.  | «Sacrament of Wilderness» (Live)                                    | Туомас Холопайнен                       | 5:01  |
| 8.  | «Walking in the Air» (Live)                                         | Ховард Блейк, arr. by Туомас Холопайнен | 5:08  |
| 9.  | «Wishmaster» (Live)                                                 | Туомас Холопайнен                       | 4:44  |
| 10. | «Deep Silent Complete» (Live)                                       | Туомас Холопайнен                       | 4:38  |

### Spinefarm UK Reloaded edition
Издан в 2007.
|     | Песня                                                               | Автор                                   | Длина |
| --- | ------------------------------------------------------------------- | --------------------------------------- | ----- |
| 1.  | «Over the Hills and Far Away» (Gary Moore Cover) (feat. Тони Какко) | Гэри Мур                                | 5:03  |
| 2.  | «10th Man Down» (feat. Тапио Вильска)                               | Туомас Холопайнен                       | 5:24  |
| 3.  | «Away»                                                              | Туомас Холопайнен                       | 4:33  |
| 4.  | «Astral Romance» (re-recorded) (feat. Тони Какко)                   | Туомас Холопайнен                       | 5:22  |
| 5.  | «The Kinslayer» (Live)                                              | Туомас Холопайнен                       | 4:12  |
| 6.  | «She is My Sin» (Live)                                              | Туомас Холопайнен                       | 4:44  |
| 7.  | «Sacrament of Wilderness» (Live)                                    | Туомас Холопайнен                       | 5:01  |
| 8.  | «Walking in the Air» (Live)                                         | Ховард Блейк, arr. by Туомас Холопайнен | 5:10  |
| 9.  | «Beauty and the Beast» (Live)                                       | Туомас Холопайнен                       | 6:40  |
| 10. | «Wishmaster» (Live)                                                 | Туомас Холопайнен                       | 5:08  |
| 11. | «10th Man Down» (Live)                                              | Туомас Холопайнен                       | 5:31  |
| 12. | «Over the Hills and Far Away» (Live)                                | Гэри Мур                                | 6:00  |
| 13. | «Over the Hills and Far Away» (Video)                               | Гэри Мур                                | ?:??  |

## Сертификация
| Страна    | Статус     | И.    |
| --------- | ---------- | ----- |
| Финляндия | 2× Платина | [ 2 ] |

## Участники записи
- Туомас Холопайнен — композитор, синтезатор, вокал в «Over the Hills and Far Away»
- Эмппу Вуоринен — гитара
- Юкка Невалайнен — ударные
- Тарья Турунен — вокал
- Сами Вянскя — бас-гитара
- Тапио Вильска — вокал в «10th Man Down»
- Тони Какко — вокал в «Astral Romance» и в «Over the Hills and Far Away»